# Lisa Hirner
Lisa-Marie Hirner (* 3. Oktober 2003 in Leoben) ist eine österreichische nordische Kombiniererin, die auch in Wettkämpfen für Skispringerinnen startet.

## Werdegang
Hirner, die für SC Erzbergland startet, gab ihr internationales Debüt am 7. Januar 2017 beim Youth-Cup-Wettbewerb im tschechischen Harrachov, wo sie von der Mittelschanze und über 4 Kilometer den dritten Platz hinter Gyda Westvold Hansen und Jenny Nowak belegte. Auch bei ihrem Debüt im Alpencup der Nordischen Kombination im März 2017 belegte sie den dritten Rang. In den folgenden Monaten trat sie regelmäßig bei Wettbewerben des Youth Cups sowie des Alpencups in der nordischen Kombination als auch im Skispringen an und war dabei überaus erfolgreich. Während sie am 5. August 2018 in Klingenthal ihren ersten Skisprung-Alpencup-Sieg feiern konnte, gewann sie fünf Tage später in Bischofsgrün auch ihren ersten Alpencup-Wettbewerb in der Kombination.
Mit diesen Erfolgen im Rücken ging Hirner am 18. August 2018 beim erstmals für Frauen ausgetragenen Grand Prix der Nordischen Kombination 2018 an den Start und erreichte dabei bei beiden Wettkämpfen nach der Gundersen-Methode den vierten Platz. Dennoch trat sie zu Beginn des Winters zunächst wieder im Alpencup an, den sie in der Anfangsphase dominieren konnte. Am 6. Januar 2019 debütierte Hirner im estnischen Otepää im Continental Cup der Nordischen Kombination, der die höchste Wettkampfserie der Frauen darstellte. Mit Erreichen des zweiten Platzes hinter Tara Geraghty-Moats stellte sie direkt ihr Talent unter Beweis. Bei der ersten offiziellen Austragung eines Juniorinnenwettbewerbs bei den Nordischen Junioren-Skiweltmeisterschaften 2019 in Lahti verpasste Hirner als Fünfte nur knapp die Medaillenränge. Beim Teamwettkampf der Spezialspringer gelang ihr allerdings gemeinsam mit Marita Kramer, Claudia Purker und Lisa Eder als Dritte der Sprung aufs Podium. Die Saison schloss Hirner als Neunte im Continental Cup, als Vierte im Alpencup der Nordischen Kombination sowie als Siegerin des Skisprung-Alpencups ab.

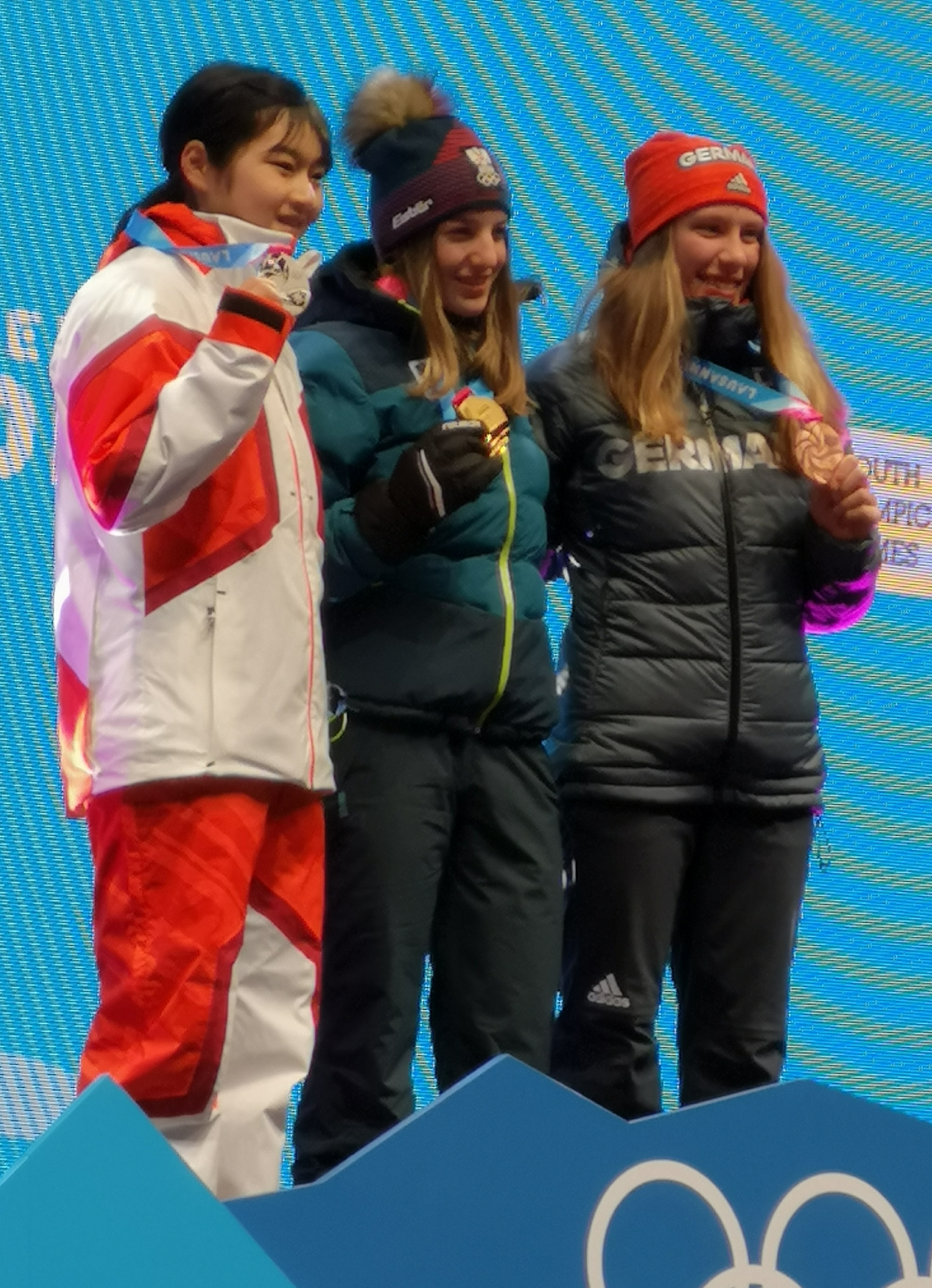
Podium bei den Olympischen Jugend-Winterspielen

Im Oktober 2019 wurde Hirner erste österreichische Staatsmeisterin in der Nordischen Kombination. Bei den Olympischen Jugend-Winterspielen 2020 in Prémanon gewann Hirner sowohl im Einzel vor Ayane Miyazaki als auch mit dem Mixed-Team die Goldmedaille. Für die Schlussfeier wurde sie als Fahnenträgerin ausgewählt. Bei den österreichischen Juniorinnenmeisterschaften am 1. und 2. Februar 2020 in Eisenerz gewann Hirner sowohl im Gundersen Einzel über 5 km als auch über 2,5 km den Meistertitel. Erst im Februar 2020 stieg Hirner in die Continental-Cup-Saison ein und konnte dabei gegen ein stark besetztes Teilnehmerfeld den dritten Platz belegen. Diesen erreichte sie auch bei den Nordischen Junioren-Skiweltmeisterschaften 2020 in Oberwiesenthal im Gundersen Einzel hinter Jenny Nowak und Gyda Westvold Hansen. Beim erstmals ausgetragenen Mixed-Team-Wettbewerb verpasste sie hingegen als Vierte gemeinsam mit Johannes Lamparter, Sigrun Kleinrath und Manuel Einkemmer knapp die Medaillenränge. Zum Saisonabschluss in Nischni Tagil lief Hirner an beiden Wettkampftagen auf das Podest und beendete schließlich den Continental Cup auf dem siebten Rang in der Gesamtwertung. Darüber hinaus wurde sie Gesamtsiegerin des Alpencups.
Im November 2020 belegte Hirner den zweiten Rang bei der Wahl für den Piotr-Nurowski-Preis für außergewöhnliche Leistungen im europäischen Nachwuchssport, womit sie ein Preisgeld in Höhe von 8.000 Dollar für Trainingskurse erhielt. Am 18. Dezember 2020 nahm Hirner am historisch ersten Weltcup-Wettbewerb in Ramsau am Dachstein teil und belegte den sechsten Platz. Nach einer mehrwöchigen Wettkampfpause standen vom 22. bis 24. Januar 2021 in Eisenerz die ersten Continental-Cup-Wettbewerbe der Saison an. Nach einem neunten Rang am ersten Wettkampftag gelangen Hirner an den darauffolgenden Tagen mit dem dritten und zweiten Rang zwei Podestplätze. Wenige Wochen später reiste Hirner erneut zu den Nordischen Junioren-Skiweltmeisterschaften nach Lahti. Bereits nach dem Sprunglauf, den Hirner als Siebte mit über einer Minute Rückstand auf die Führende Gyda Westvold Hansen beendete, war ein Titelgewinn ausgeschlossen, doch waren die Medaillenränge durchaus in Reichweite. Tatsächlich gelang es ihr mit der zweitbesten Laufzeit einige Athletinnen zu überholen und letztlich wie im Vorjahr Bronze zu gewinnen. Bei den Nordischen Skiweltmeisterschaften 2021 in Oberstdorf ging Hirner nach dem Sprunglauf mit einem Rückstand von mehr als anderthalb Minuten auf die Führende auf die Loipe. Mit der sechstbesten Laufzeit gelang es ihr, sich um mehrere Ränge zu verbessern und schließlich als beste Österreicherin den achten Platz zu belegen. Die Saison schloss Hirner auf dem vierten Rang im Continental Cup ab.
Bei den österreichischen Staatsmeisterschaften 2021 in Stams gewann Hirner ihren zweiten Titel. Zum Auftakt in die Weltcup-Saison Anfang Dezember in Lillehammer belegte Hirner am ersten Wettkampftag den vierten Platz, ehe sie tags darauf als Dritte die erste österreichische Podestplatzierung im Weltcup erzielte. Am 7. Jänner 2022 war Hirner in Val di Fiemme gemeinsam mit Martin Fritz, Annalena Slamik und Lukas Greiderer Teil der österreichischen Mixed-Staffel, die beim historisch ersten Mixed-Team-Wettbewerb im Weltcup den zweiten Rang erreichte. Tags darauf kam sie im Massenstart erneut auf das Podest.

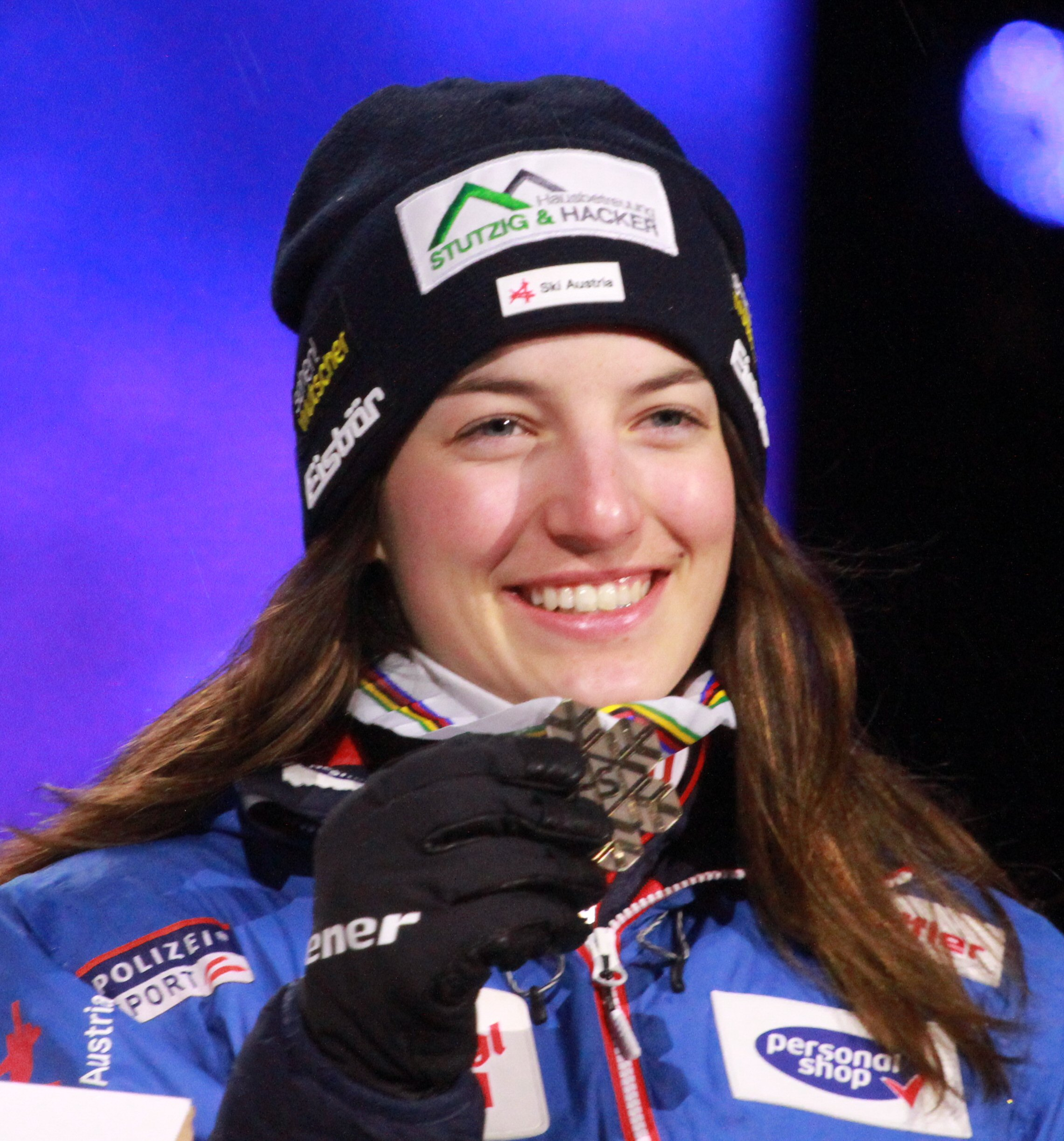
Hirner gewann Bronze bei der WM 2025

Hirner war im Herbst 2024 an einem Infekt erkrankt. Beim Auftaktwochende der Weltcup-Saison 2024/25 in Lillehammer schien die Erkrankung auskuriert zu sein. So lief sie am ersten Wettkampftag als Dritte aufs Podest. Tags darauf wurde sie Fünfte. In den folgenden Monaten hatte sie erneut mit gesundheitlichen Problemen zu kämpfen. In Ramsau trat sie nach dem Sprunglauf am ersten Wettkampftag erkrankt nicht mehr an und auch das Nordic Combined Triple im Frühjahr 2025 musste Hirner absagen. Der Grund war dabei unklar. Etliche Gesundheitstests seien ergebnislos gemacht worden. Im Februar wurde schließlich eine Autoimmunerkrankung diagnostiziert. Bei den Nordischen Skiweltmeisterschaften 2025 in Trondheim war sie dennoch Teil des österreichischen Aufgebots. Im Massenstart belegte sie den siebten Rang. Gemeinsam mit Stefan Rettenegger, Claudia Purker und Johannes Lamparter gewann sie Bronze im Mixed-Team. Zum WM-Abschluss gewann sie mit 7,5 Sekunden Rückstand auf die Siegerin Gyda Westvold Hansen Bronze im Gundersen Einzel.

## Privates
Hirner wuchs in einer sportlichen Familie mit zwei jüngeren Brüdern (Zwillinge) auf. So ist sie die Nichte des ehemaligen Skispingers Adolf Hirner und auch ihr Vater Günther Hirner übte diese Sportart aus. In der Jugend war sie eine vielseitige Fußballspielerin und trainierte darüber hinaus ein paar Jahre lang im Judo. Hirner besuchte den Sportzweig der Polytechnischen Schule in Eisenerz. Seit Herbst 2019 macht sie im Nordischen Ausbildungszentrum (NAZ) Eisenerz ihre Berufsausbildung „Lehre mit Matura“ als Konstrukteurin. Als ihr persönliches Motto gab sie den Spruch „Wenn du alles gibst, kannst du dir nichts vorwerfen“ an.

## Erfolge

### Alpencup-Siege im Einzel
| Nr. | Datum              | Ort           | Disziplin (Sportart)           |
| --- | ------------------ | ------------- | ------------------------------ |
| 01. | 5. August 2018     | Klingenthal   | Normalschanze (SP)             |
| 02. | 8. August 2018     | Pöhla         | Mittelschanze (SP)             |
| 03. | 10. August 2018    | Bischofsgrün  | Gundersen Mittelschanze (NK)   |
| 04. | 7. Oktober 2018    | Val di Fiemme | Gundersen Normalschanze (NK)   |
| 05. | 22. Dezember 2018  | Villach       | Gundersen Normalschanze (NK)   |
| 06. | 23. Dezember 2018  | Villach       | Normalschanze (SP)             |
| 07. | 23. Dezember 2018  | Villach       | Gundersen Normalschanze (NK)   |
| 08. | 21. September 2019 | Val di Fiemme | Massenstart Normalschanze (NK) |
| 09. | 21. September 2019 | Predazzo      | Normalschanze (SP)             |
| 10. | 22. September 2019 | Val di Fiemme | Gundersen Normalschanze (NK)   |
| 11. | 22. Dezember 2019  | Seefeld       | Gundersen Normalschanze (NK)   |

## Statistik

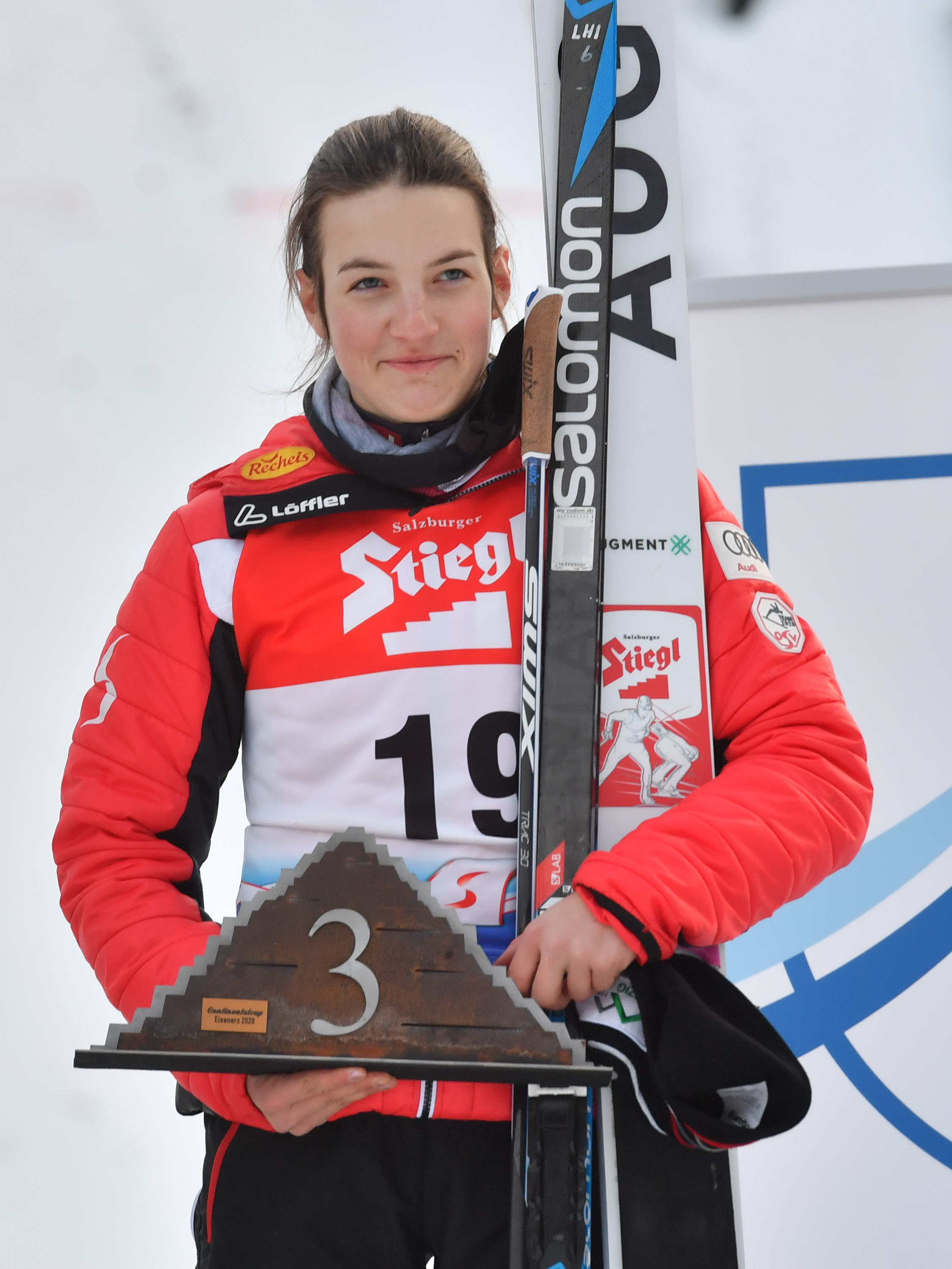
Hirner beim COC 2020 in Eisenerz

### Platzierungen bei Weltmeisterschaften
| Jahr und Ort    | Wettbewerb | Wettbewerb  | Wettbewerb |
| Jahr und Ort    | Gundersen  | Massenstart | Mixed-Team |
| --------------- | ---------- | ----------- | ---------- |
| 2021 Oberstdorf | 08.        | —           | —          |
| 2023 Planica    | 10.        | —           | 03.        |
| 2025 Trondheim  | 03.        | 07.         | 03.        |

### Weltcup-Platzierungen
| Saison  | Platz | Punkte |
| ------- | ----- | ------ |
| 2020/21 | 06.   | 040    |
| 2021/22 | 07.   | 286    |
| 2022/23 | 05.   | 454    |
| 2023/24 | 06.   | 751    |

### Grand-Prix-Platzierungen
| Saison | Platz | Punkte |
| ------ | ----- | ------ |
| 2018   | 04.   | 100    |
| 2019   | 15.   | 067    |
| 2021   | 03.   | 240    |
| 2022   | 06.   | 174    |
| 2023   | 18.   | 098    |

### Continental-Cup-Platzierungen
| Saison  | Platz | Punkte |
| ------- | ----- | ------ |
| 2018/19 | 09.   | 211    |
| 2019/20 | 07.   | 250    |
| 2020/21 | 04.   | 243    |
| 2021/22 | 05.   | 140    |
| 2023/24 | 10.   | 190    |

## Auszeichnungen
- 2020: Piotr-Nurowski-Preis, 2. Platz[9]
- 2021: Sporthilfe-Jugendsportpreis[17]

## Sonstiges
Zwischen dem 1. Mai 2021 und dem 31. Oktober 2021 wurde Hirner neben anderen Skispringern des SC Erzbergland in der Sonderausstellung „In den Fußstapfen von Reinhold Bachler“ des Postmuseums Eisenerz präsentiert.